# Lycoris (gènere)
Lycoris és un gènere de plantes perennes i bulboses de la família Amaryllidaceae que comprèn unes 20 espècies natives d'Àsia. Certes espècies i varietats de Lycoris han estat conreades com ornamentals a la Xina durant segles. Una d'elles, una forma triploide estèril de Lycoris radiata, s'ha difós a països veïns, com el Japó, on se la coneix tradicionalment com "higanbana" (o "higan bana"), o sigui, "flor de l'higan". "Higan" és una festa budista que se celebra en cada equinocci, i donat que Lycoris radiata floreix per a l'equinocci de tardor se la coneix amb aquest nom.

## Taxonomia
- Lycoris albiflora Koidz.
- Lycoris anhuiensis Y.Xu & G.J.Fan
- Lycoris argentea Worsley
- Lycoris aurea (L'Hér.) Herb.
- Lycoris caldwellii Traub * Lycoris chinensis Traub * Lycoris flavescens M.Kim & S.Lee
- Lycoris guangxiensis Y.Xu & G.J.Fan
- Lycoris haywardii Traub
- Lycoris houdyshelii Traub
- Lycoris incarnata Comes ex Sprenger
- Lycoris josephinae Traub
- Lycoris koreana Nakai
- Lycoris longituba Y.C.Hsu & G.J.Fan
- Lycoris radiata (L'Hér.) Herb.
- Lycoris rosea Traub & Moldenke
- Lycoris sanguinea Maxim.
- Lycoris shaanxiensis Y.Xu & Z.B.Hu
- Lycoris sprengeri Comes ex Baker
- Lycoris squamigera Maxim.
- Lycoris straminea Lindl.
- Lycoris uydoensis M.Kim